# Bertha-von-Suttner-Gesamtschule Dormagen
Die Bertha-von-Suttner-Gesamtschule Dormagen ist eine integrierte Gesamtschule in Nievenheim, Nordrhein-Westfalen.

## Gegenwart
Die Schule beschäftigt im Schuljahr 2024/25 118 Lehrkräfte, die 1371 Schüler unterrichteten. Sie ist sechszügig bis zur Jahrgangsstufe 10 und unterhält eine gymnasiale Oberstufe, die in vier Zügen ab Stufe 11 nach insgesamt dreizehn Schuljahren (G9) zur allgemeinen Hochschulreife (Abitur) führt. Die Bertha-von-Suttner-Gesamtschule ist die einzige Gesamtschule in Dormagen und die größte der aktuell sieben weiterführenden Schulen auf dem Stadtgebiet. Im November 2014 erkannte das Sportministerium NRW der Schule im Verbund mit dem in privater Trägerschaft geführten Norbert-Gymnasium den Status einer NRW-Sportschule zu. Schwerpunktsportarten sind Fechten, Ringen, Schwimmen, Handball und Leichtathletik. Seit Sommer 2023 ist die BvS-GE außerdem DOSB-Eliteschule des Sports. Die Schule erhielt im Herbst 2019 das Siegel „MINT-freundliche Schule“. Im August 2024 wird sie vom Bundesminister für Digitales als "Digitale Schule" ausgezeichnet. Im Mai 2024 konnte das Berufswahlsiegel NRW rezertifiziert werden.

## Lage
Die Schule liegt dörflich unweit des Rheins zwischen Köln und Düsseldorf am Rande eines bürgerlichen Wohngebietes und grenzt im Süden an landwirtschaftlich genutzte Flächen. Auf dem Gelände verteilt stehen fünf räumlich voneinander getrennte Häuser, in denen der Unterricht getrennt nach Jahrgangsstufen erteilt wird. Die Häuser 1 und 2 beherbergen die Jahrgänge 5 und 6, Haus 3 die Jahrgänge 7 und 8, Haus 4 die Jahrgänge 9 und 10 sowie 11–13 und Haus 5 alleinig Räumlichkeiten für die gymnasiale Oberstufe. Jeweils zwei Jahrgangsstufen werden zu einer Abteilung zusammengefasst; in der Abteilung IV, der Gymnasialen Oberstufe, sind dies die Stufen EF, Q1 und Q2. Die Schule verfügt über eine Einfach- und eine Dreifachturnhalle, diverse Außensportanlagen und Schulhöfe sowie als Ganztageseinrichtung über eine Mensa. Der Schulträger errichtete im August 2017 vier zusätzliche Klassenräume in dem neu errichteten Haus 5 in Ständerbauweise.

## Schulgeschichte
Die Schule wurde zum Schuljahr 1986/1987 gegen erheblichen Widerstand der CDU-Ratsopposition in Dormagen gegründet. Der Konflikt um die Einrichtung einer Gesamtschule in Dormagen wurde politisch und juristisch ausgetragen und war nach negativer Entscheidung des Düsseldorfer Verwaltungsgerichts beim Oberverwaltungsgericht Münster anhängig. Hier wurde am 16. September 1986 eine endgültige Entscheidung erwartet. Wenige Tage zuvor jedoch lenkte die im Dormagener Rat vertretene Zentrumspartei ein und unterstützte den gefassten SPD-Ratsbeschluss nach anfänglichem Widerstand doch noch.
Die Schule nahm am 15. September ihren Betrieb in den Räumen der städtischen Erich-Kästner-Grundschule auf. In der Übergangszeit wurde von den Eltern außerschulischer Unterricht organisiert, zum Beispiel auf dem Bauernhof Matthias Päffgens in Butzheim.
Die Auseinandersetzungen fanden ein bundesweites Medienecho, denn der Konflikt über die Grundsatzfrage eines erfolgreichen Bildungssystems entzweite nicht nur die politischen Lager in Dormagen.
Erst 1988 bezog man das Gelände der ehemaligen Nievenheimer Hauptschule, Marie-Schlei-Str. 6. Weitere acht Jahre später, im Zuge der Feierlichkeiten des 10-jährigen Bestehens, taufte die Schulkonferenz die Schule auf den Namen Bertha von Suttner, der österreichischen Friedensaktivistin und Nobelpreisträgerin. Gründungsschulleiter (1986–2005) war Hans-Jürgen Belke. Im Amt folgte ihm Volker Hansen, der im Sommer 2014 pensioniert wurde. Ihm folgte Dirk Rimpler, der im Oktober 2017 in die Bezirksregierung Düsseldorf wechselte. Seit dem Schuljahr 2019/20 ist Andrea Hurtz Schulleiterin.

## Pädagogische Schwerpunkte
Die Bertha-von-Suttner-Gesamtschule hat ihr Schulprogramm im Herbst 2023 gründlich überarbeitet. An die Stelle inhaltlicher Schwerpunkte ist ein Leitbild gerückt, das sieben Themen benennt, an denen die Schule ihre weitere Entwicklung ausrichtet.
Die Punkte des Leitbildes sind:
- Nachhaltigkeit
- Verantwortung
- Gesundheit
- Offenheit
- Lernen
- Zielsetzung
- Gemeinschaft

Jedem dieser Themen sind konkrete pädagogische Ziele und Entwicklungsschritte zugeordnet.

## Ganztag

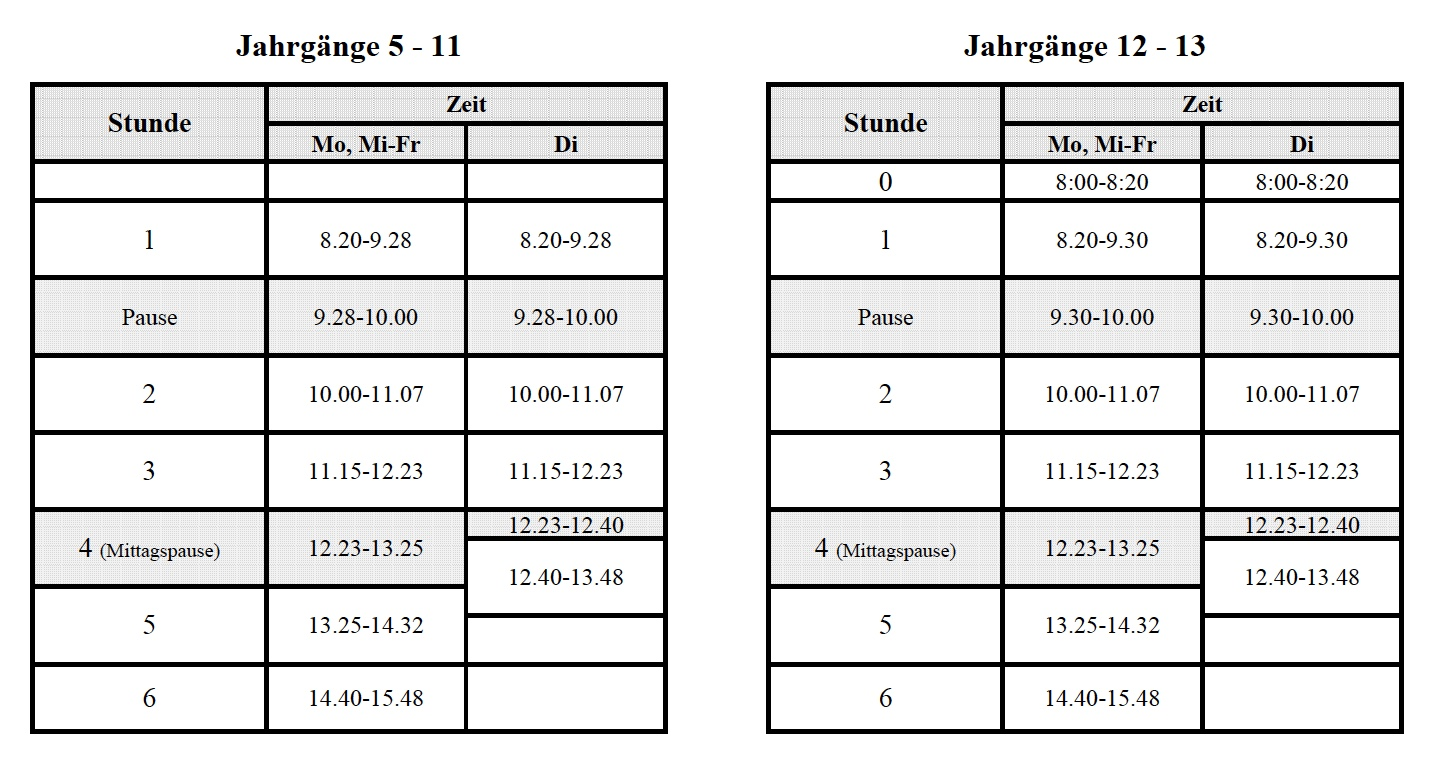
Standardplan „Ganztag“

Die Bertha-von-Suttner-Gesamtschule ist eine Ganztageseinrichtung. Im sogenannten gebundenen Ganztag gibt es auch nachmittags verpflichtende Unterrichtszeiten für alle Schüler. Dienstags ist ab 13:48 Uhr unterrichtsfrei, um Zeit für Dienstbesprechungen und Konferenzen zu schaffen. Der Ganztag ist für die Schüler der Sekundarstufe I nach pädagogischen Überlegungen gestaltet. Nach dem Mittagessen gibt es Freizeitangebote in Computerräumen, auf dem Spielplatz, dem Lesepalast oder in den Sporteinrichtungen der Schule. Die Nachmittagsstunden beginnen um 13:25 Uhr und sind nach der 5. Stunde um 15:48 Uhr beendet. Seit dem Schuljahr 2018/2019 wird innerhalb eines 67,5-Minuten-Modells unterrichtet, um den Ganztag zu entschleunigen und mehr Zeit für differenzierende Unterrichtsformen zu schaffen.
Wichtige Leitidee des Ganztageskonzept der Schule ist die Rhythmisierung. Die Erteilung von Lernfächern wechselt hierbei mit Arbeitsstunden, musischen Disziplinen, Förderangeboten und Arbeitsgemeinschaften. Diverse Zusatzangebote wie Latein- oder bilingualer Unterricht liegen in der Regel im Nachmittagsbereich.

## Kooperationen
Die beiden städtischen Gymnasien der Stadt Dormagen sowie die Bertha-von-Suttner-Gesamtschule kooperieren im Sinne der Stärkung ihrer Oberstufen eng miteinander. Jedes Jahr gibt es Leistungskurs-Angebote, die für die Schülerschaft jeder der drei Schulen offenstehen. Gemeinsam mit dem Norbert-Gymnasium Knechtsteden im Ortsteil Delhoven ist die Schule NRW-Sportschule.
Am 7. Oktober 2013 votierte die Schulkonferenz für eine Kooperation mit einer zum Schuljahr 2014/2015 geplanten städtischen Sekundarschule. Die Zusammenarbeit mit dieser Einrichtung zielt in erster Linie auf eine Sicherung des Übergangs der Sekundarschüler in die Sekundarstufe II sowie auf eine Verabredung fachlicher und pädagogischer Standards.
Die Bertha-von-Suttner-Gesamtschule kooperiert seit über 20 Jahren mit lokalen Sportvereinen, insbesondere dem TSV Bayer Dormagen (Abteilungen Schwimmen, Leichtathletik und Handball) und dem Olympiastützpunktverein AC Ückerath (Ringen). Die Vernetzung mit den regionalen Akteuren des Spitzensports wird mit der Profilierung als NRW-Sportschule konzeptionell weiter gestärkt.
Seit 2001 gibt es eine enge Kooperation mit dem Schulverbund 17 in Moskau. Im Zentrum dieser Zusammenarbeit stehen Projekte der Völkerverständigung wie die Kriegsgräberpflege in Stukenbrock (Stammlager VI K (326)) oder gemeinsame Exkursionen zu ehemaligen NS-Zwangsarbeiterlagern. Seit Frühjahr 2022 ruht die Partnerschaft aufgrund des Angriffskriegs Russlands gegen die Ukraine.
Die Schule pflegt Kontakte zu Universitäten und Forschungseinrichtungen, um Impulse für die weitere Entwicklung zu erhalten und die geleistete Arbeit zu evaluieren. Aktuell arbeitet sie mit dem Institut für Bildungsforschung der Bergischen Universität Wuppertal zusammen, um in PISA-analogen Tests die Leseleistungen von Schülern nach standardisierten Kriterien zu erfassen und somit zielgerichtete schulische Maßnahmen zur Förderung entwickeln zu können. Seit Oktober 2018 gibt es eine Schulpartnerschaft mit der Covestro AG Leverkusen. Ziel ist es, gemeinsam Jugendliche systematisch an Ausbildungsgänge heranzuführen, die vom Unternehmen angeboten werden.